# Quartier Saint-Jean (Perpignan)
Pour les articles homonymes, voir Saint-Jean.
Le quartier Saint-Jean de Perpignan est un quartier de la ville de Perpignan.

## Géographie

### Situation
Le quartier se situe dans les quartiers historiques de Perpignan. Établi sur les rives de la Basse, le quartier Saint-Jean est le noyau historique de la ville. 
Constitué d'un lacis de ruelles et de places ombragées où se dressent de belles demeures anciennes en brique crue ou enduite de couleurs chaudes, il compte parmi les endroits les plus animés de la ville.

## Historique

### Moyen Âge
Il est l'un des quartiers les plus anciens de Perpignan, datant du Xe siècle. 
C'est ici que les comtes de Roussillon établissent une forteresse au XIe siècle, autour de la petite église Saint-Jean le Vieux. La place de la Loge, la plus célèbre, portait au Moyen Âge le nom de Plaça dels Richs Homens (place des Hommes Riches). Elle concentre nombre d'édifices témoignant de la puissance communale à cette époque : Loge de Mer (tribunal et bourse de commerce), palais de la Députation, hôtel de Ville. 

### Époque contemporaine
Son centre est occupé par une statue d'Aristide Maillol, l'enfant de la région, intitulée « La Vénus au collier ». Non loin de là, la place de Verdun (semi-piétonne) sert d'écrin au spectaculaire Castillet et fait la transition avec les quais de la Basse, ponctués de promenades verdoyantes.